# Vážka červená
Vážka červená (Crocothemis erythraea) je druh vážky z podřádu šídel. Rozšířena je ve Středozemí, severní Africe, střední Asii a Arábii. V Evropě se vyskytuje hlavně v její jižní části. V celém Česku je to vzácný druh bez prokázaného stálého výskytu.

## Popis

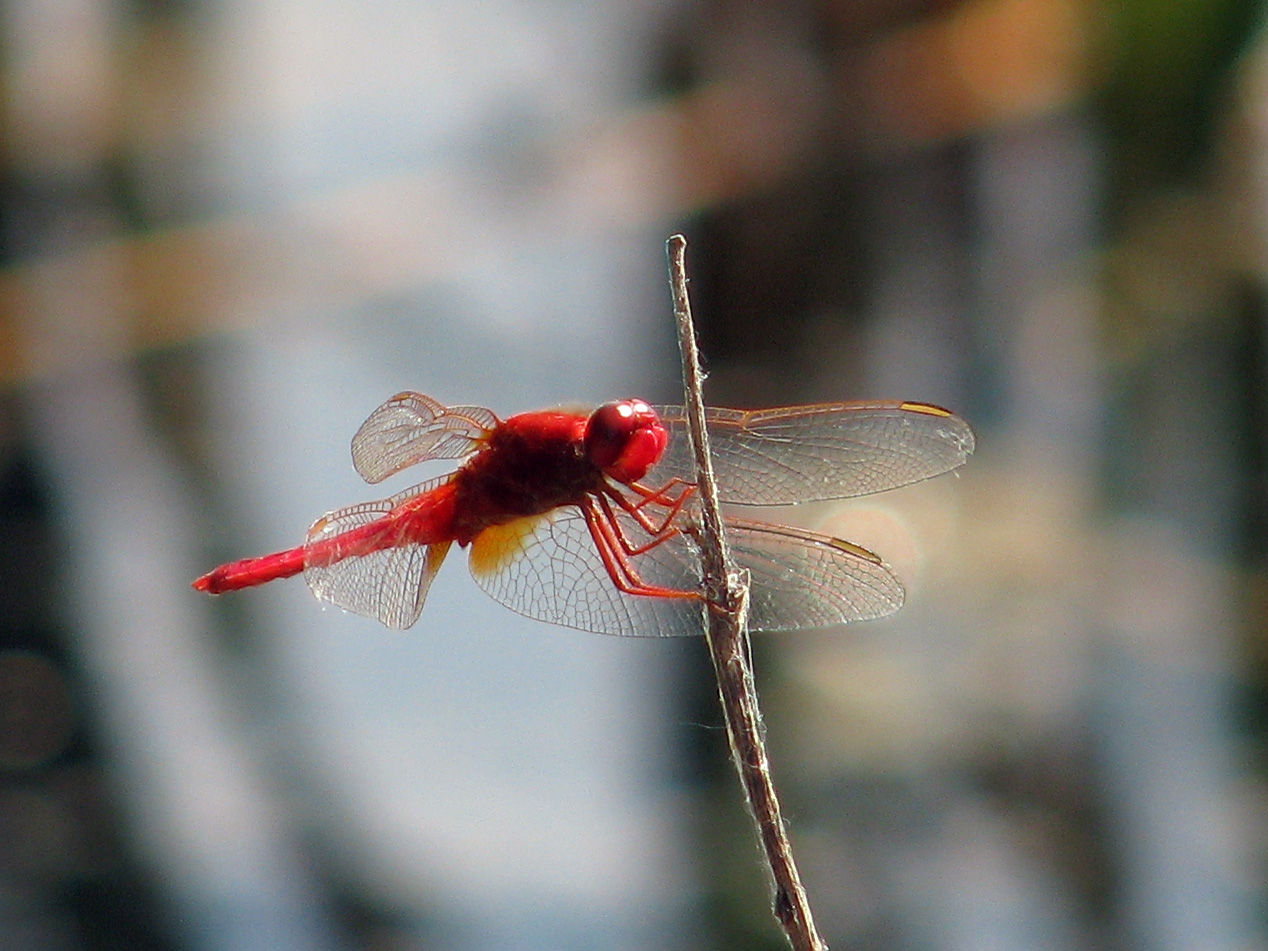
Vážka červená v přírodní rezervaci Písečný rybník u Milotic

Tělo vážky červené může dosahovat délky 33–44 mm, nejběžněji však 38–39 mm. Zbarvení samečka a samičky je značně odlišné, dospělý sameček je celý červený, zadeček má až svítivě červený, naproti tomu samička je hnědo-žlutá. Oči se na temeni dotýkají v bodě, u samečka jsou zbarveny červeně a u samičky jsou hnědo-modré. Křídla mají u základny zadních křídel výraznou skvrnu (trochu menší je i u předních křídel) s jantarově žlutou barvou. Plamka na křídlech je dlouhá a žluto-hnědá. Nohy bývají zbarveny od žlutavé do červenavé. Zadeček je široký a zploštělý.
Nymfa (larva) je dlouhá až 19 mm a má dlouhé nohy.

## Způsob života
Nymfy žijí v mělkých a klidných eutrofních vodách. Dospělci létají ve střední Evropě od druhé poloviny června do poloviny srpna. V jižní Evropě mají dvě generace, s obdobím letu od dubna do poloviny listopadu. Dospělci často usedají na vegetaci. Samička si hromadí sperma od různých samečků, které není dalším samečkem před kopulací odstraněno.